# 1. gardová brigáda Ruské osvobozenecké armády
1. gardová brigáda Ruské osvobozenecké armády (rusky Гвардейская бригада РОА) byl nedokončený projekt německé SD na vytvoření jednotky pro sabotáže a diverzní činnost v týlu Rudé armády. Jednotka byla vytvořena pod patronací Akce Zeppelin v roce 1943. V německých dokumentech je označovaná jako 1. útočná brigáda (rusky 1-я штурмовая бригада, německy 1. Sturmbrigade), v českých pramenech je uváděna také pod názvem samostatný gardový prapor ROA. Brigáda existovala jen krátce, původní očekávání se nenaplnila na žádné straně a její význam byl nakonec jen propagandistický.

## Vymezení vůči pozdější ROA
Pojem Ruská osvobozenecká armáda se před zformováním ozbrojených sil KONR používal obecně pro útvary složené ze sovětských občanů bojujících na německé straně. Tyto jednotky v letech 1944 a 1945 sloužily jako kádrová základna Ruské osvobozenecké armády v čele s generálem Vlasovem a politicky podřízené KONR. 
Zásadní rozdíl je v právním postavení jednotek. KONR byl úřady Německa v zásadě uznáván jako legitimní zástupce sovětských občanů. Dne 17. ledna 1945 byla mezi KONR a německým ministerstvem zahraničí podepsána dohoda o bezúročné půjčce. Tím, že jednou ze smluvních stran je ministerstvo zahraničí svrchovaného státu, lze tuto dohodu považovat za uznání Výboru jako vlády. Právní postavení ozbrojených sil KONR, nazývaných stejným názvem ROA, tak byla spojenecká armáda wehrmachtu. Kdežto předchozí útvary byly pouze součástí německé armády a pod jejím přímým velením.

## Vznik
Formování brigády začalo v roce 1943 z příslušníků SS brigády Družina za účasti ruských bílých emigrantů. Brigáda byla podřízena orgánům SD v Pskovské oblasti a spadala pod VI. úřad RSHA (zahraniční zpravodajská služba SS). Zpočátku se uvažovalo o přímém podřízení A. A. Vlasovovi, o čemž bylo dosaženo dohody s vedením SD. Po nesouhlasu Gilla, velitele SS brigády Družina, z důvodů spíše osobních sporů, byla k útvaru převelena jen propagandistická jednotka a výcvikový prapor. Kdo však chtěl přejít k jednotce dobrovolně, tomu nebylo bráněno. Jednalo se o cca 300 až 500 lidí.
Řídícím důstojníkem jednotky byl důstojník SD a baltský Němec SS sturmbannführer Otto Kraus. Velitelem útvaru byl jmenován Ivanov, jeho zástupcem Sacharov a velitelem štábu Kromiadi. Jako zástupce generála Vlasova u jednotky působil generál Žilenkov reprezentující dosud pouze papírově, propagandisticky, existující ROA kolem generála Vlasova.
Počítalo se s vytvořením dvou pluků – pluku zvláštního určení a střeleckého pluku. Brigáda měla sloužit k sabotážní činnosti v týlu Rudé armády a k provádění frontového průzkumu. Důstojnici a řadoví vojáci pro zvláštní určení byli rekrutování z osob, které se osvědčily v boji proti bolševismu. Záměrem SD také mimo jiné byly také atentáty na představitele sovětské moci a podvratná práce proti Rudé armádě. Pluk zvláštního určení měl organizovat přechod jednotek Rudé armády na německou stranu a střelecký pluk tuto operaci chránit.
V polovině května 1943 byl první (a jediný) prapor dislokován nejprve ve vesnici Kryževo (rusky Крыжево) a poté byla jednotka umístěna v osadě Stremutka (rusky Стремутка) 15 km od Pskova. Zde se od roku 1942 nacházel základna a výcvikové středisko Organizace Zeppelin. Volba Pskova pro vytvoření prvního praporu ROA nebyla náhodná, protože během let okupace se město změnilo v jedno z největších center v německém týlu, kde byly soustředěny zpravodajské a kontrarozvědné struktury, represivní orgány a sídlily zde redakce kolaboračních novin.
Formování brigády však nikdy nebylo dokončeno.

## Působení brigády
Jednotky prvních zformovaných částí dorazily do Stremutky, kde byly ubytovány v budově školy. Z té byla zřízena kasárna této jednotky. Po příjezdu byli vojáci informováni, že jsou součástí vznikající 1. gardové brigády ROA. Na stožáru před kasárnami byl vztyčen ruský bílo-modro-červený prapor, dnešní vlajka Ruské federace. Emblémy SD, dříve umístěné na stejnokrojích vojáků, byly nahrazeny nárukávním znakem ROA a bílo-modro-červenými kokardami.
O několik týdnů později dorazily do Stremutky posily složené převážně z válečných zajatců, bývalých sovětských vojáků, a počet členů jednotky tak vzrostl na 650 příslušníků. Z těchto lidí vznikl jeden střelecký prapor, zásobovací rota, záložní důstojnická rota a propagandistický útvar.
Podle vzpomínek vedoucího oddělení propagandy L. A. Samutina (rusky Леони́д Алекса́ндрович Саму́тин) byl veškerý volný čas vojáků věnován výuce, aby mužstvo brigády bylo politicky školeno v nacionalistickém, ruském a protisovětském duchu. I. K. Sacharov vedl lekce, kde přednášel o svých zkušenostech ze španělské občanské války, Kromiadi o Děnikinově boji se sovětskou mocí a Samutin o povstání v Kronštadtu a Tambovu. Součástí byly i hodiny náboženství vedené plukovním knězem.
Dne 2. července 1943 v jednu hodinu v noci se z blízké vesnice ozval silný výbuch a po chvilce druhý, po kterém vesnice začala hořet. Vojáci brigády pomáhali hasit požár. Ačkoliv se nepodařilo vesnici zachránit, tak díky materiální a lékařské pomoci poskytnuté vojáky ROA vesničanům se původně nepřátelský přístup místních obyvatel zmírnil. Vojáci také pomáhali rolníkům při senoseči a sklizni.
Propagandistická přehlídka jednotek ROA v Pskově 22. června 1943 vyvolala velký ohlas v okupovaných částech SSSR, protože ruské obyvatelstvo nevěřilo, že taková armáda je skutečná a nejde jen o prázdnou propagandu okupantů. Během průvodu navíc zazněla v místním rádiu Pskov poprvé píseň Jdeme přes širá pole (rusky Мы идём широкими полями), z níž se později stal pochod ROA. Přehlídka měla velký ohlas, proto se sovětští agenti infiltrovaní do jednotky a pokusili se zorganizovat vzpouru. Ta se nezdařila, ale přestřelka měla za následek ztráty na obou stranách.
Střelecký prapor se v létě 1943 zapojil do protipartyzánských operací v okolí Pskova. Za celé léto 1943 se gardová brigáda třikrát účastnila protipartyzánských operací, ale bez valného vojenského významu, či nějak významných bojů. Obecně byl prapor, kromě výše popsaných případů, celé léto 1943 vojensky nečinný, protože se čekalo na příchod dalších vojáků a výstavbu dalších útvarů ruské osvobozenecké armády. Tyto jednotky ale nikdy nevznikly, protože to přesahovalo možnosti a zájmy tajné služby. Generál Vlasov na jaře 1943 ve svých veřejných projevech na okupovaných územích SSSR učinil řadu prohlášení o nezávislosti Ruska, což vyvolalo ostré podráždění mezi nacistickou stranickou elitou. Proto poklesl politický zájem Německa o výstavbu dalších ruských jednotek a narostly obavy Němců z rozmístění větších ruských uskupení ve svém frontovém týlu. Proto důstojníci SD začali aktivně zasahovat do řízení útvaru, což se projevilo mimo jiné ve výměnách na postu velitele jednotky. Nečinnost a politická nevůle ze strany Němců však měla špatný dopad na morálku jednotky. Podle vyjádření jednoho z důstojníků praporu "apatie a lhostejnost se postupně začaly šířit jako všeobecná nálada". V srpnu 1943 byla brigáda převedena pod velení týlových vojsk Pskovské oblasti, čímž se fakticky změnila na běžný bezpečností útvar wehrmachtu. To vedlo v důsledku ztráty politického cíle k dalšímu úpadku bojové morálky jednotky, protože vojáci očekávali, že jsou jádrem nově vznikající ruské protisovětské armády.
 

Po dezerci příslušníků SS brigády Družina a jejím přechodu na stranu sovětských partyzánů se Němci obávali podobného vývoje u 1. gardové bridády ROA. Proto byla rozdělena na malé části a poslána vykonávat strážní službu ve vesnicích okolo Pskova. Podle německého plánu mělo takové rozmístění proměnit jednotky brigády ROA v nárazník mezi sovětskými partyzány a Němci. Velitel ruské brigády hrabě Lamsdorf však vydal neoficiální příkaz, který zakazoval podnikat proti partyzánům akce z vlastní iniciativy. Velení sovětských partyzánů bylo informováno, že proti nim nebudou podniknuty žádné kroky. Lamsdorf charakterizoval ve svém rozhovoru protipartyzánské operace takto:
| „                                                                | Михаил Соколов: Написано, что этот батальон три раза привлекался к участию в антипартизанских операциях, который был под Псковом, в Стремутке. Григорий Ламздорф: Операции были такие, что я сидел с этим самым Ковалевым, и договаривались мы. Вот это была вся операция. | Michail Sokolov: Píše se, že tento prapor byl třikrát nasazen v protipartyzánských operacích v oblasti Pskova, konkrétně u Stremutky. Grigorij Lamsdorf: Ty operace vypadaly tak, že jsem seděl s tím samým Kovalevem a domluvili jsme se. To byla celá ta "operace". | “ |
| — Grigorij Lamsdorf v rozhovoru pro Rádio svoboda, 8. ledna 2004 | | |   |

## Rozpuštění jednotky
Agitace sovětských tajných služeb mezi vojáky ROA probíhala na základě rozkazu Vojenské rady Severozápadního frontu z 15. srpna 1943 ve smyslu, že sovětská vlast je připravena odpustit přeběhnuvším jejich viny, pokud se zapojí do boje proti německým okupantům na straně partyzánů. Porážky německých vojsk na frontě v létě a na podzim 1943 tuto propagandu jen umocňovaly.
Nečinnost vojáků, sovětská agitace a nesplněné sliby ze strany Němců způsobily, že v listopadu 1943 přešlo asi 150 příslušníků jednotky na stranu leningradských sovětských partyzánů. Po této dezerci byli vojáci odzbrojeni a posláni do kasáren jako záložní jednotka. Důstojníci byli umístěni do domácího vězení. Do této situace zasáhl Sacharov, v listopadu 1943 již jako pobočník Vlasova, a jednotku z nejisté situace vysvobodil. Brigáda byla na jeho zásah znovu ozbrojena a odeslána do Východního Pruska. Později byly zbytky jednotky odeslány do Francie a na východní frontu se již nevrátily.